# Integrative Body Psychotherapy
Die Integrative Body Psychotherapy IBP (Integrative Körperpsychotherapie) entstand ab den späten 1960er Jahren in Kalifornien, begründet von Jack Lee Rosenberg (1932–2015).
IBP entstand in den ausgehenden 1960er Jahren an der Westküste der USA am Esalen-Institute, an dem Jack Lee Rosenberg seine ersten Kurse durchführte und Fritz Perls, Anna Halprin und Carl Rogers begegnete. Sein Interesse an Sexualität brachte ihn dazu, die parawissenschaftliche Arbeit Wilhelm Reichs sowie esoterische östliche Philosophien und deren Körperarbeit (Yoga, Tantra) zu studieren und 1973 sein erstes Buch Total Orgasm zu veröffentlichen.
Unter dem Einfluss prägender körperpsychotherapeutischer Erfahrungen bei Phil Cucuruto, einem Schüler von Wilhelm Reich, begann er, die zentralen Konzepte der Gestalttherapie um die somatische Ebene zu erweitern und entwickelte die Gestalt Body Psychotherapy.